# 圣克里克新城
圣克里克新城（法語：Saint-Cricq-Villeneuve，法語發音：[sɛ̃ kʁik vilnœv]）是法国朗德省的一个市镇，属于蒙德马桑区。

## 地理
圣克里克新城（43°53'27"N, 0°21'11"W）面积15.76 平方千米，位于法国新阿基坦大区朗德省，该省份为法国西南部沿海省份，是法國本土面积第二大的省，北起吉倫特省，西临大西洋，南至大西洋比利牛斯省，东临热尔省，东北与洛特-加龍省接壤。
与圣克里克新城接壤的市镇（或旧市镇、城区）包括：布格、加耶尔、皮若-勒普朗、圣富瓦、马尔桑新城。

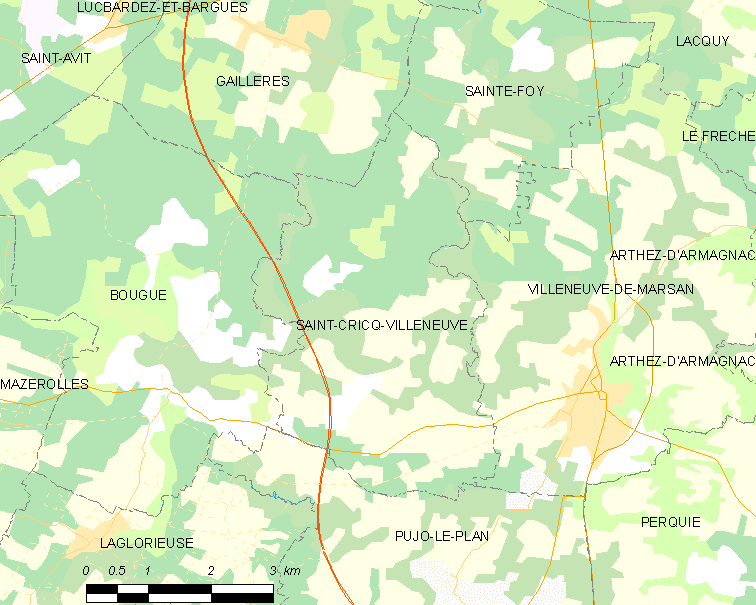
圣克里克新城的OSM定位图

圣克里克新城的时区为UTC+01:00、UTC+02:00（夏令时）。

## 行政
圣克里克新城的邮政编码为40190，INSEE市镇编码为40255。

## 政治
圣克里克新城所属的省级选区为阿杜尔-阿马尼亚克县。

## 人口

1962-2008年间圣克里克新城人口变化图示

圣克里克新城于2022年1月1日时的人口数量为464人。